# Mustelus antarcticus
La musola suave (Mustelus antarcticus) es un tiburón perteneciente a la familia Triakidae. Es esbelto y de color gris con manchas blancas a lo largo de su cuerpo, que cuenta con dientes en forma de placa que le sirven para triturar a sus presas. Los machos alcanzan una longitud máxima de 157 cm, y las hembras, una de 175 cm. Se alimenta de crustáceos, gusanos marinos, pequeños peces y cefalópodos. Se le puede encontrar en los mares del sur de Australia, desde la bahía Shark en Australia Occidental hasta Port Stephens en Nueva Gales del Sur a profundidades de 350 m. Se reproduce de forma ovovivípara, dando a luz a un máximo de 38 alevinos por camada. Su esperanza de vida es de aproximadamente 16 años.

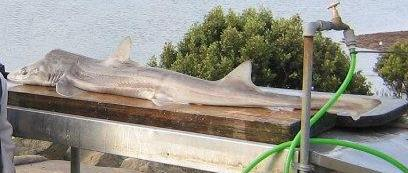
Ejemplar de musola suave capturado en Hastings, Western Point, Victoria usando carnada de anguila.

La carne de esta musola generalmente se comercia en Australia con el nombre de flake. Han adquirido gran popularidad dentro de la industria pesquera en Australia  gracias a sus filetes sin espinas. Aunque la musola suave no ha sufrido sobrepesca, habitan en muchas de las mismas áreas que el cazón, que sí ha sido sobreexplotado, por lo que se estableció una cuota para la pesca secundaria. La intención de esto es que los pescadores que busquen capturar musolas suaves no tengan un impacto adverso en las poblaciones de los otros tiburones. También hay límites para la pesca deportiva en Victoria, donde se permite capturar un máximo de dos musolas suaves y/o cazones. El tamaño mínimo para ambas especies es de 45 cm medidos desde la última abertura de la branquia hasta la base de la aleta de la cola.